# La Superba
La Superba (sau Y Canum Venaticorum, Y CVn) este o stea variabilă semiregulată de carbon din constelația Câinii de Vânătoare, foarte bine cunoscută pentru culoarea sa roșiatică intensă. Este una dintre stelele cele mai roșii de pe cerul nocturn întrucât este una dintre cele mai strălucitoare  supergigante roșii. Magnitudinea sa aparentă culminează la +4,8 și diminuează până la +6,3, cu un ciclu de 160 de zile. 

## Istorie
Astronomul italian Angelo Secchi, impresionat de frumusețea stelei, i-a dat, în cursul secolului al XIX-lea numele tradițional pe care-l poartă astăzi: „La Superba”. Aparține constelației Câinii de Vânătoare.

## Caracteristici fizice
Pentru a-i înțelege culoarea, trebuie reamintit faptul că stelele masive sunt adesea pe punctul de a muri, iar materiile fuzibile se găsesc la suprafață, apoi sunt ejectate de vântul solar. Culoarea roșie este legată aici de carbonul (sub formă de CO, de cianogen, ...) din straturile externe ale stelei. Aceste molecule absorb anumite lungimi de undă, ceea ce privează lumina de componentele sale albastră și violet, de unde rezultă culoarea roșie intensă.
Se presupune că temperatura atinge 2.800K, ceea ce face să fie una dintre „veritabilele stele reci” cunoscute. Nu este vizibilă cu ochiul liber deoarece cea mai mare parte a spectrului său electromagnetic se găsește înafara luminii vizibile. Totuși, dacă se consideră emisiunile în infraroșu, Y CVn are o luminozitate de 4.400 de ori luminozitatea Soarelui.
Raza sa are aproape 2 u.a.

## Viitorul stelei
La Superba ar putea să-și ejecteze stratul extern printr-o supernovă, după care să se prăbușească, pentru a deveni o pitică albă.